# مؤسسة دانا
مُؤسسة دانا (بالإنجليزية: Dana Foundation)‏ (مُؤسسة تشارلز أ. دانا) هي منظمة خيرية خاصة يقع مقرها في نيويورك. تقوم المُؤسسة بتقديم أبحاث الدماغ وتثقيف الجمهور بطريقة مسئولة ومهنية حول إمكانات البحث. تقوم أهدافها على تطوير فهم أفضل للدماغ ووظائفها؛ وسرعة اكتشاف علاجات اضطرابات الدماغ؛ ومكافحة وصمة اضطرابات الدماغ من خلال التعليم.